# Sztafeta szwedzka
Sztafeta szwedzka – konkurencja lekkoatletyczna, sztafeta polegająca na przebiegnięciu przez czterech zawodników (lub zawodniczki) dystansów kolejno 100+200+300+400 m lub 400+300+200+100 m. Była rozgrywana na mistrzostwach Polski w latach 1934, 1937, 1938, 1946, 1947, 1949 i 1950. Często pojawia się w programie zawodów młodzieżowych, np. podczas mistrzostw świata kadetów (do 2013 roku), czy też mistrzostw Europy juniorów młodszych (od 2016).